# Horloge solaire du lycée Stendhal
L'horloge solaire du lycée Stendhal est un cadran solaire situé à Grenoble, en France.

## Description
L'horloge solaire est située dans la cage de l'un des escaliers du lycée Stendhal, dans le centre de Grenoble. Elle consiste en un ensemble de fresques polychromes peintes sur les murs et le plafond de l'escalier entre le premier et le deuxième étage, dans un style baroque.

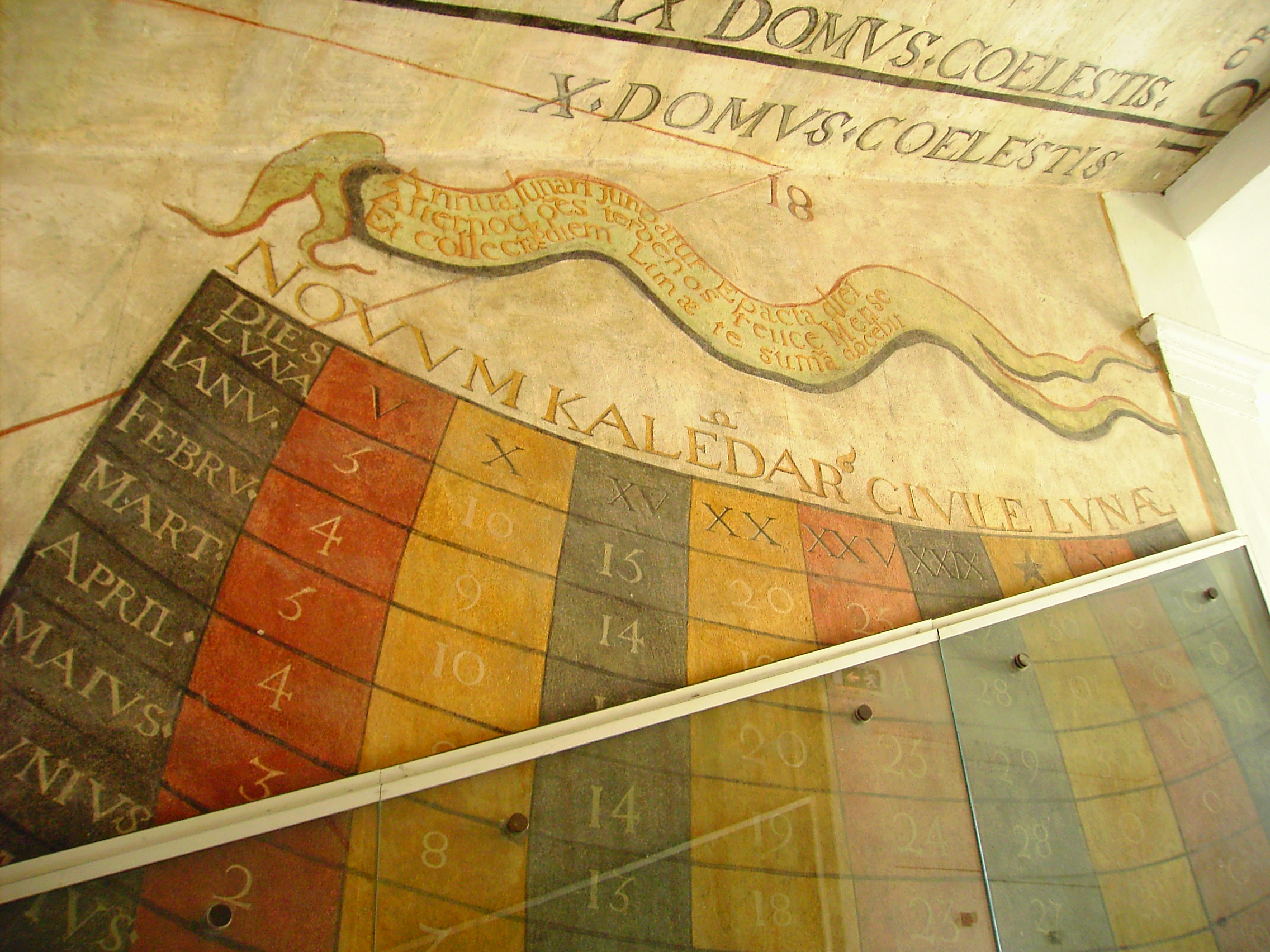
Détail de la table de calcul de l'âge de la Lune.

Les plafonds de l'escalier, entre le premier étage et le palier, puis entre le palier et le deuxième étage, ainsi que la partie supérieure de leurs murs, sont occupés par un cadran solaire à réflexion : deux petits miroirs sont posés sur le rebord des fenêtres, sur le palier, et la lumière du soleil s'y réfléchit et vient illuminer d'une tache de lumière le plafond, permettant la mesure horaire. Les indications peintes sur les plafonds permettent de lire l'heure solaire locale vraie, le nombre d'heures écoulées depuis le lever de soleil et celui qui reste jusqu'au coucher, le jour, le mois, le signe du zodiaque et, à certaines périodes de l'année, les heures de l'aurore, du lever de soleil, du coucher de soleil et de la fin du crépuscule.
Les murs de l'escalier comportent plusieurs tables astronomiques :
- une horloge universelle, permettant de donner l'heure solaire dans d'autres villes à partir de celle de Grenoble ;
- une table des épactes (âge de la Lune à la veille du 1er janvier d'une année) ;
- une table permettant de connaître l'âge de la Lune (nombre de jours écoulés depuis la dernière nouvelle lune) ;
- un calendrier des fêtes mariales ;
- un calendrier des principaux événements du règne de Louis XIV (pendant lequel fut construit l'horloge) ;
- un calendrier d'événements liés à la compagnie de Jésus ;
- une horloge permettant de connaître la position de la Lune en fonction du Soleil, et réciproquement.

Sur le mur Sud, au-dessus de chaque fenêtre, est peint un cartouche : le cartouche Est contient la dédicace Tempori et aeternitati «pour le temps présent et l'éternité», le cartouche Ouest contient la notice.

## Galerie

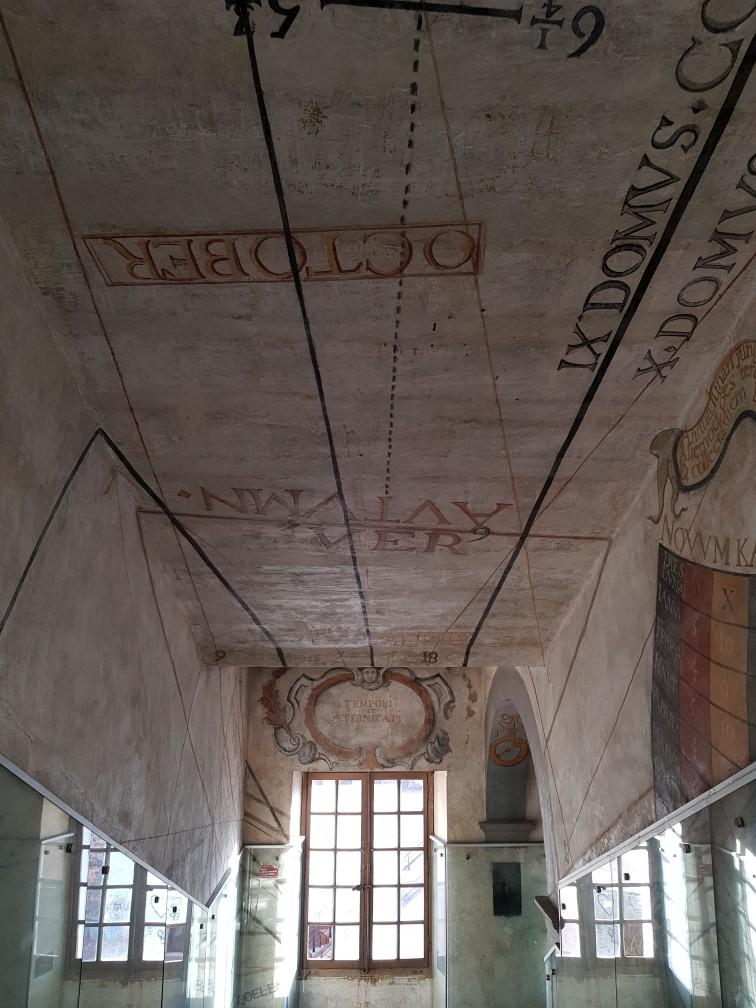
Horloge solaire du Lycée Stendhal de Grenoble, plafond et fenêtre de la volée Est
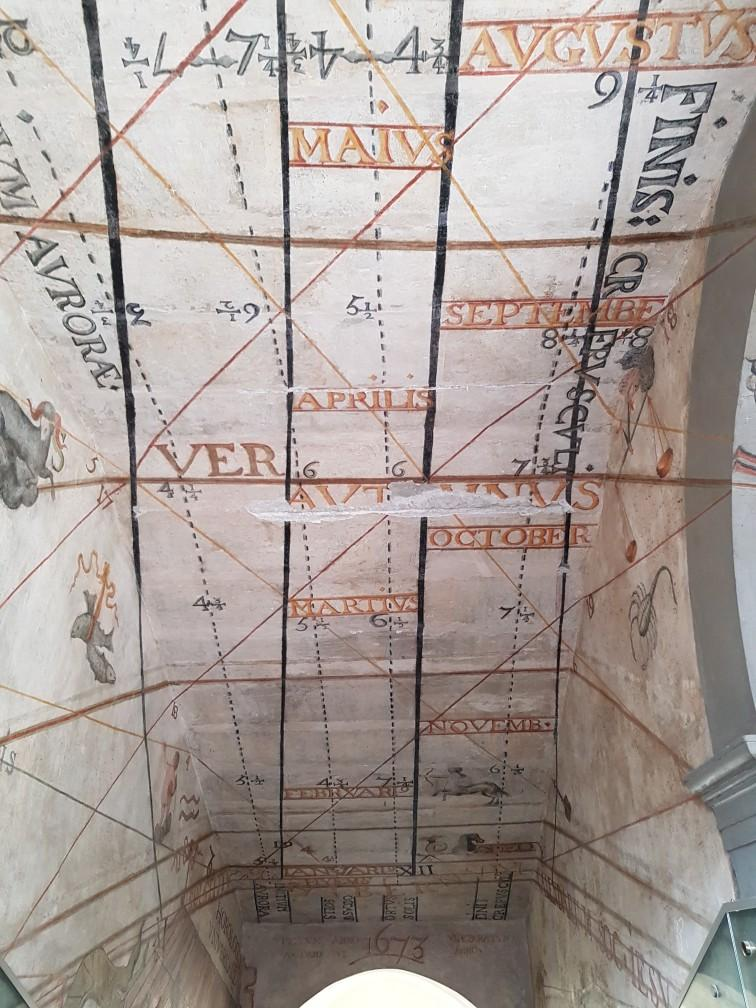
Horloge solaire du Lycée Stendhal de Grenoble, plafond de la volée Ouest
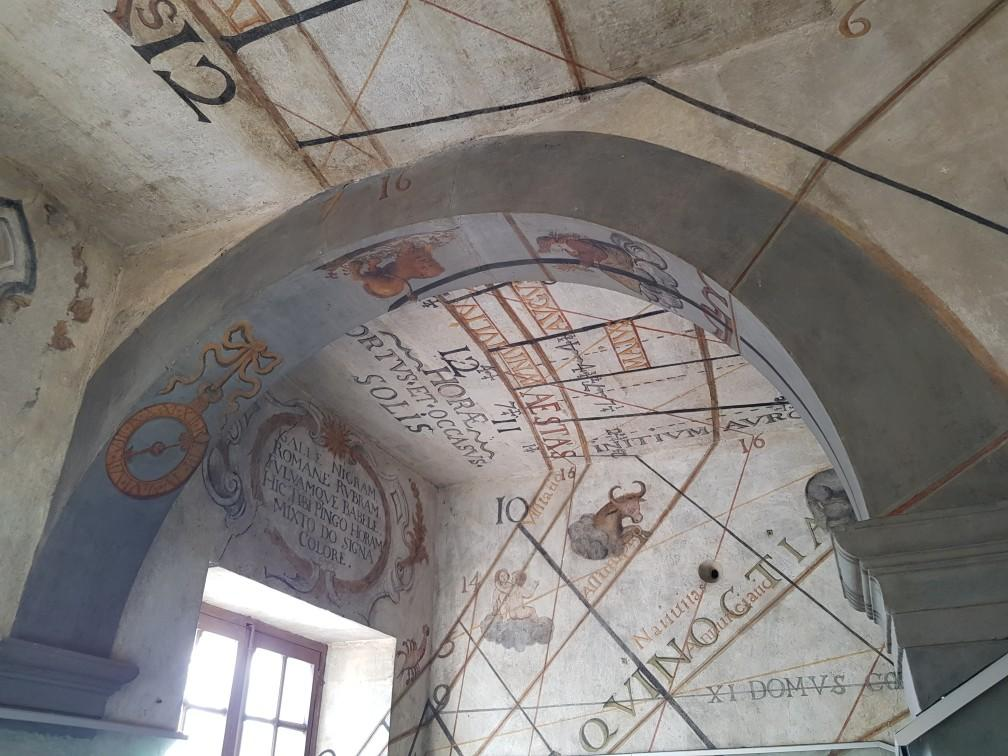
Horloge solaire du Lycée Stendhal de Grenoble, arceau
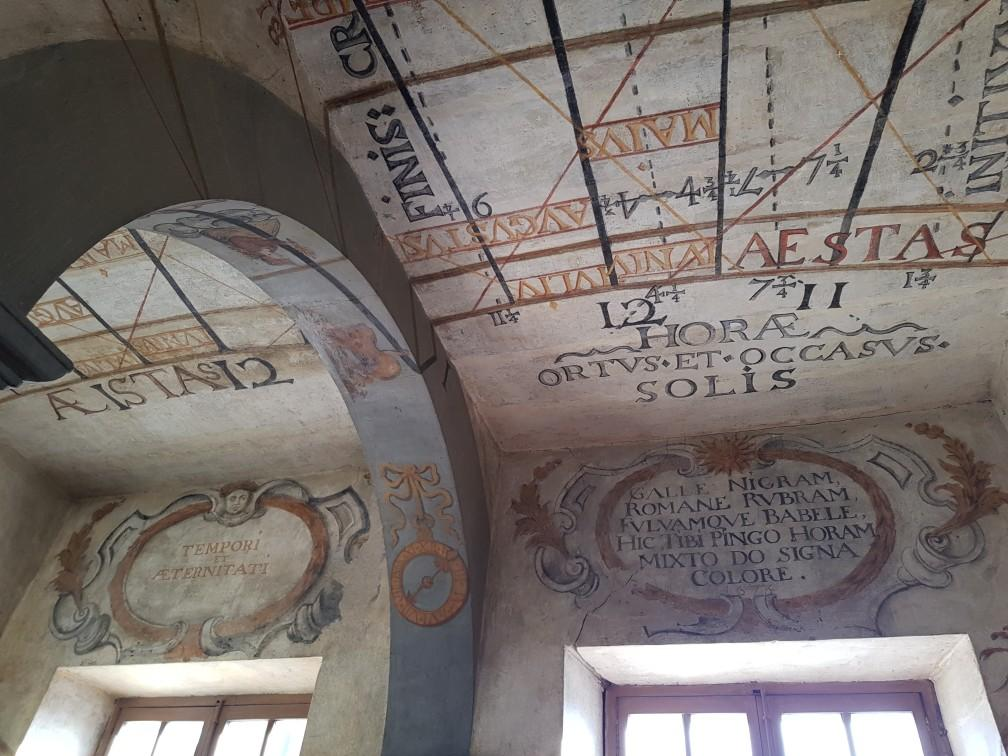
Horloge solaire du Lycée Stendhal de Grenoble, arceau et notice
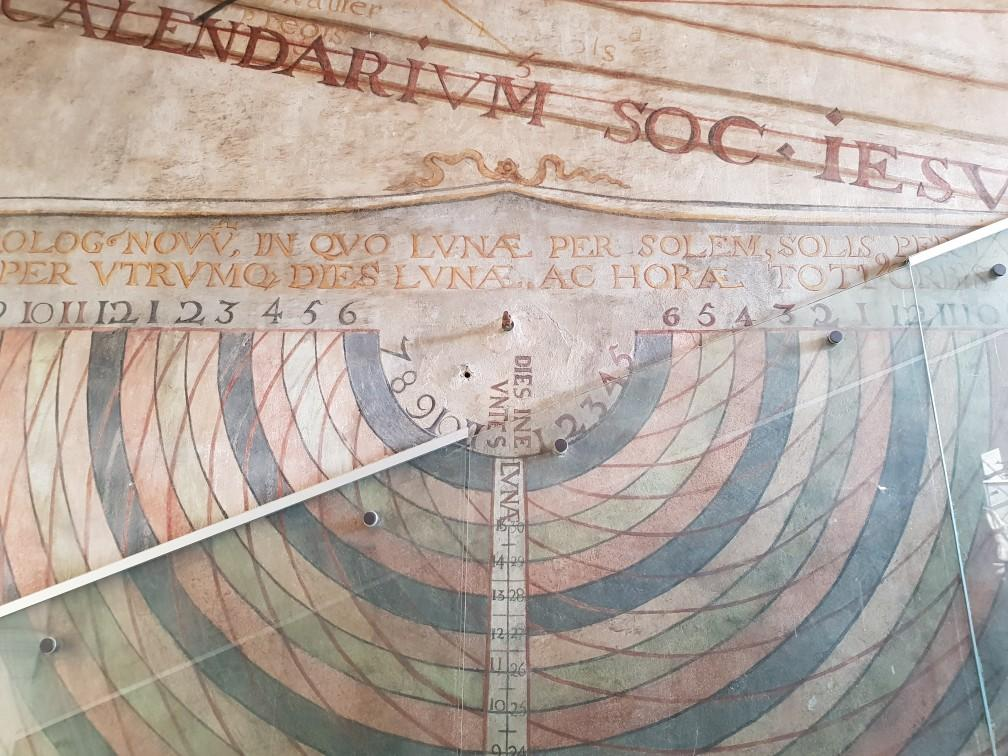
Horloge solaire du Lycée Stendhal de Grenoble, table luni-solaire
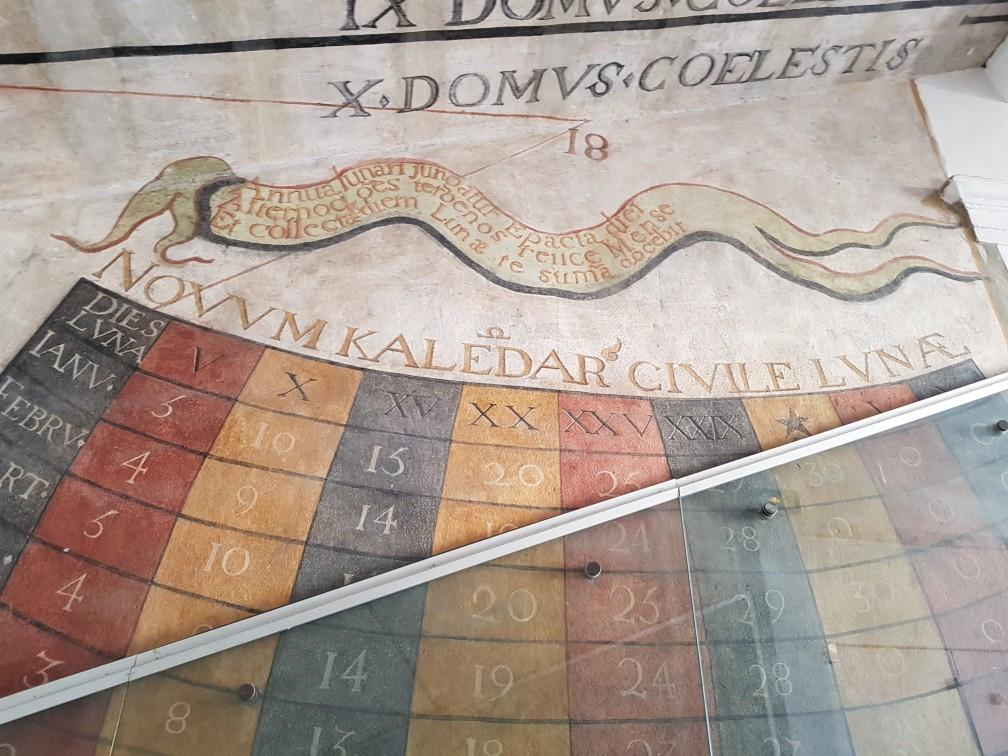
Horloge solaire du Lycée Stendhal de Grenoble, calendrier lunaire
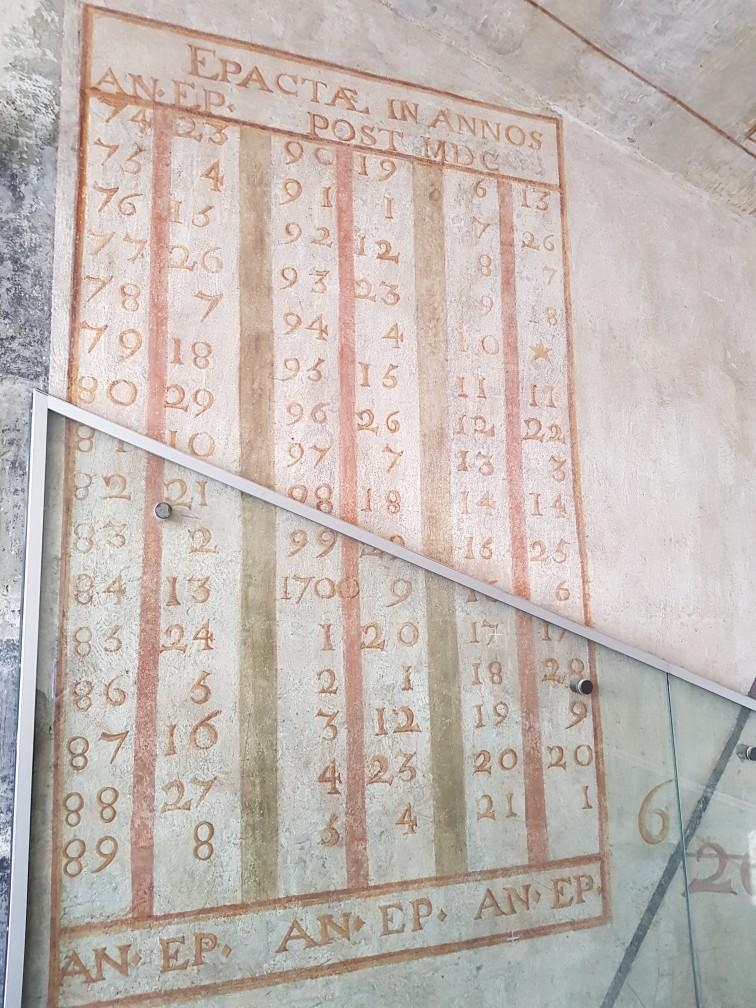
Horloge solaire du Lycée Stendhal de Grenoble, table des épactes
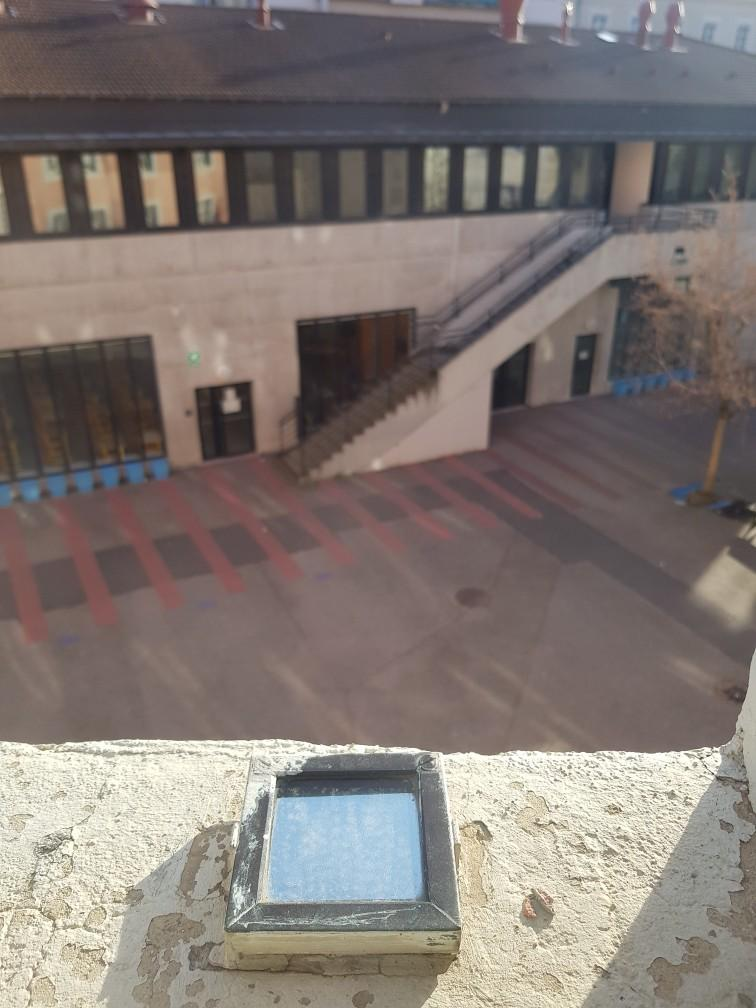
Horloge solaire du Lycée Stendhal de Grenoble, miroir Est

## Historique
L'horloge solaire est l'œuvre du père jésuite Jean Bonfa (né en 1638 à Nîmes et mort en 1724 à Avignon), qu'il achève en 1673,,,.
Il est classé à titre d'objet des monuments historiques en 1920. Restauré en 1984, les fresques des murs sont protégés des usagers de l'escalier par des vitres.